# Ủy ban Olympic quốc gia Thái Lan
Ủy ban Olympic Quốc gia Thái Lan (tiếng Anh: National Olympic Committee of Thailand, tiếng Thái: คณะกรรมการโอลิมปิกแห่งประเทศไทย, mã IOC: THA) là Ủy ban Olympic quốc gia đại diện cho Thái Lan.